# خيرآباد سفلي (مقاطعة دورة)
خيرآباد سفلي (بالفارسية: خیرآباد سفلی) هي قرية تقع في قسم تشكن الريفي (مقاطعة دورة) في إيران. يقدر عدد سكانها بـ 129 نسمة .